# ホンノウ
ホンノウは、Tamaの2ndシングル。
2007年5月23日にリリースされた。

## 概要
- Tama本人が歌う2枚目のシングル。
- ゲストボーカルとしてHIGH and MIGHTY COLORのユウスケが参加している。
- 初回限定版にはオリジナルステッカーが封入。
- 曲が進むにつれて『クレッシェンド感』が増してくる、非常に強い曲。
- 2nd Live "Metal Cool Night"の時、『行列パレード』という曲を「2ndシングルにしようと考えている」とMCで語っていた。

## データ
- オリコンランキング：94位 初動1264枚
- COUNT DOWN TVランキング：初登場99位。

## 収録曲
1. ホンノウ（Featuring ユウスケ from HIGH and MIGHTY COLOR）
  - 作詞：Tama、ユウスケ／作曲：Tama／編曲：清水昭男、Tama
  - ユウスケがゲストボーカルとして参加。
  - もともとはTamaのみで歌う予定だった。
  - ライブで披露する時、Tama自身がラップパートを歌うことはない。
2. Find The Way
  - 作詞・作曲：Tama／編曲：清水昭男、Tama
  - ソロライブ、「Metal Cool Night」でも披露された曲。
  - ブルドッグ!～T's theme～が完成するまでは自身のテーマ曲だったらしい。